# Bieliki
Bieliki – wieś w Polsce położona w województwie łódzkim, w powiecie pajęczańskim, w gminie Sulmierzyce.
| SIMC    | Nazwa   | Rodzaj    |
| ------- | ------- | --------- |
| 0552596 | Patyków | część wsi |

W latach 1975–1998 miejscowość administracyjnie należała do województwa piotrkowskiego.